# Ansgarikirchhof

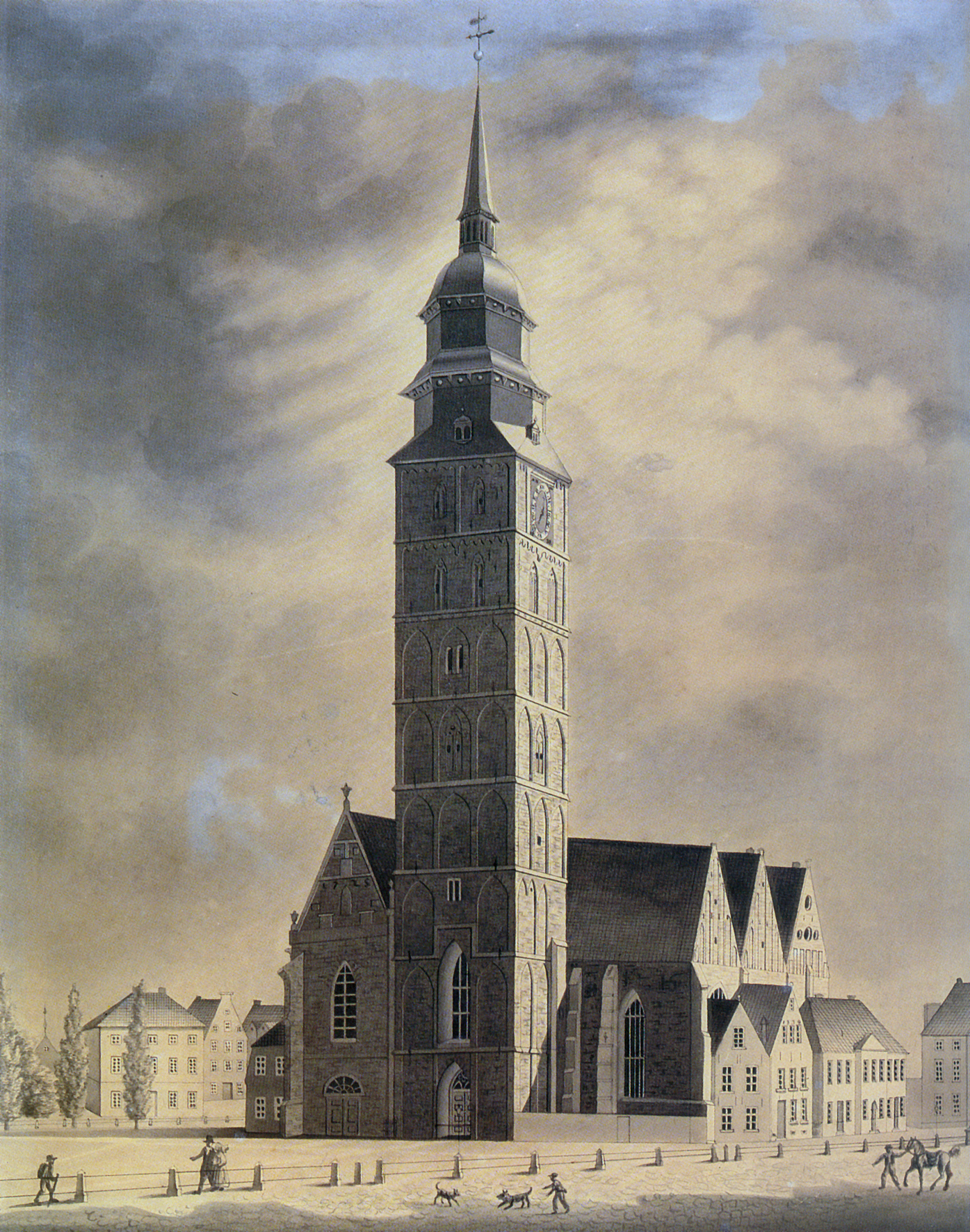
Die alte St. Ansgarii Kirche um 1839

Der Ansgarikirchhof in Bremen ist als Teil der innerstädtischen Fußgängerzone ein von Handelseinrichtungen, Wohn- und Bürogebäuden umgebener Platz im Bereich der westlichen Altstadt. Der Name des Platzes bezieht sich auf die früher dort befindliche und während des Zweiten Weltkriegs zerstörte Ansgariikirche. Auf dem Platz befindet sich die Ansgar-Säule.
Vom Ansgariikirchhof gehen mehrere Straßen ab, die teils wie der Platz selbst für den allgemeinen Fahrzeugverkehr gesperrt und dem Fußverkehr gewidmet sind: die Obernstraße, die Hutfilterstraße, die Wandschneiderstraße und die Ansgaritorstraße. An der Nordseite des Platzes liegen das Einkaufscenter Lloydhof und an der Ostseite das Bremer Carrée, dazwischen schließt der Platz Hanseatenhof an. Heute wird der Ansgarikirchhof vor allem von dem an der Westseite liegenden Gewerbehaus, dem Sitz der Bremer Handwerkskammer dominiert.

## Geschichte

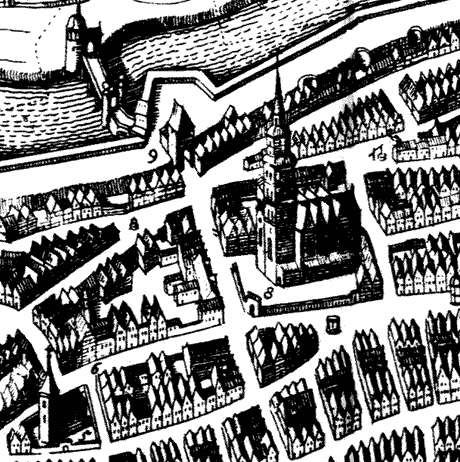
Auszug aus dem Merianplan von 1641: Die Ansgariikirche, links davon die Kosthäuser des späteren Gewerbehauses

Am Platz befand sich die im Zweiten Weltkrieg zerstörte Kirche von St. Ansgarii, deren Ruine in den 1950er Jahren abgerissen wurde. Diese gotische Pfarrkirche war 1243 geweiht und Ende des 14. Jahrhunderts in eine Hallenkirche umgebaut worden. Das Kirchspiel von St. Ansgarii war eines der vier Kirchspiele und Stadtquartiere von Bremen. Die Ansgarii-Kirchspielschule befand sich neben der Kirche im Kollegienstift am Ansgariikirchhof Nr. 8 und seit 1856 bis etwa 1895 in einem Neubau Ansgariikirchhof Nr. 14, er wurde 1944 zerstört. Die Kirche war 1522 Ausgangspunkt der Reformation in Bremen mit der Predigt des Augustinermönchs Heinrich von Zütphen. Die Kirchturmspitze, die höchste der Stadt, diente Carl Friedrich Gauß im 19. Jahrhundert als Vermessungspunkt für die erste Landesvermessung. Hieran erinnern eine Platte auf dem Ansgarikirchhof vor dem Bremer Carrée und an seine Zusammenarbeit mit Friedrich Wilhelm Bessel ein Denkmal auf dem angrenzenden Hanseatenhof.
Im Norden von der Ansgariikirche stand als Teil der Bremer Stadtmauer seit 1299 das Ansgariitor, bezeichnet auch als portam sancti Anscharii. Über dem Tor befand sich der Schuldturm der Stadt. Der Torabriss erfolgte im Zuge der Entfestigung bis 1831. Hier standen von 1806/07 bis 1875 bzw. 1944 zwei Torhäuser der Ansgariitorwache. Die Ansgaritorstraße erinnert an das Tor.
An der Westseite des Platzes, ehemals gegenüber dem Turm der Ansgariikirche, steht heute das Gewerbehaus. Ein  Flügel der winkelförmigen Anlage steht entlang der Wandschneiderstraße, der andere präsentiert sich mit prachtvollem Spätrenaissanceschmuck und doppeltem Giebel zum Platz hin. Der Bau wurde  bis 1621 als Zunfthaus der Wandschneider (=Tuchhändler) erbaut. Es diente nicht nur den Versammlungen der Gilde, sondern bot auch Raum für Feste, so dass sich die Bezeichnung Kost- und Hochzeitshaus einbürgerte. 1652 erwarben die Kramer das Haus; 1861, bei Einführung der Gewerbefreiheit wurde es von der Gewerbekammer übernommen und heißt seitdem Gewerbehaus. Im Zweiten Weltkrieg blieb nur das große Portal von der Zerstörung des Hauses verschont, es wurde wiederaufgebaut.
Im Gebäude Nr. 11 hatte die Zentralbibliothek der Lesehalle in Bremen von 1902 bis 1922 bis zum Umzug an den Breitenweg ihren Sitz. Das Haus mit den modernsten Lesesälen der damaligen Zeit und die Einrichtung waren ein Geschenk von Senator Victor Marcus.
Das Ansgar-Denkmal wurde 1865 nach einem Entwurf von Carl Steinhäuser als Marmorgruppe auf einem  Sandsteinsockel aufgestellt. Anlass war der 1000. Todestag von Erzbischof Ansgar. Der Hl. Bischof nimmt im Denkmal einem vor ihm knienden Knaben das Joch ab. Am 1. September 1944 wurde das Denkmal durch den einstürzenden Turm der Ansgari-Kirche zerstört. Dafür wurde 1965 eine moderne Skulptur, die Ansgar-Säule von Kurt-Wolf von Borries aufgestellt.

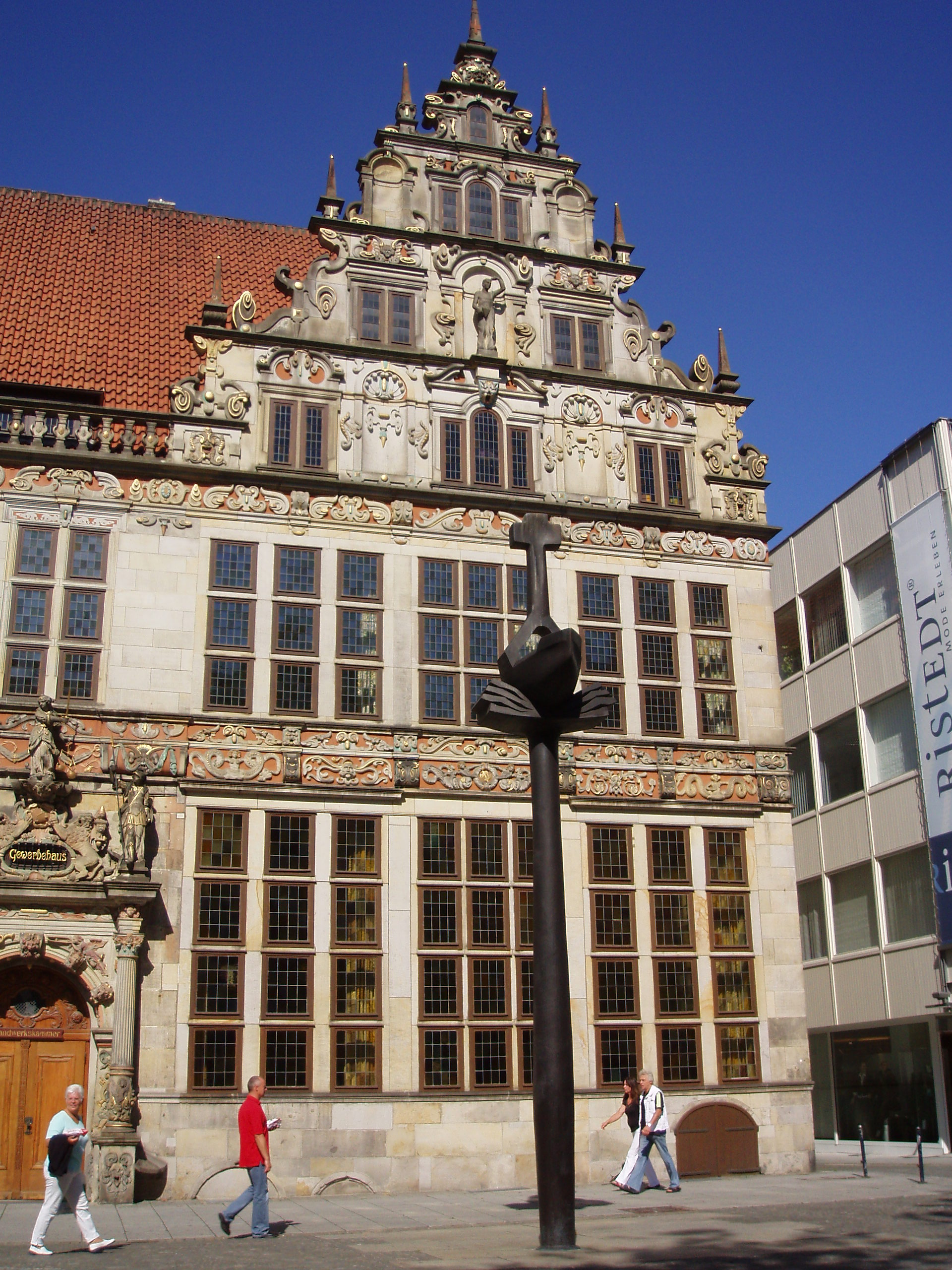
Die Ansgar-Säule

Anstelle der Kirche wurde Anfang der 1960er Jahre eines von vielen Hertie-Kaufhäusern in Deutschland errichtet. Dieses wurde Ende der 1980er Jahre abgerissen und durch das Bremer Carrée ersetzt.

## Gebäude und Denkmale

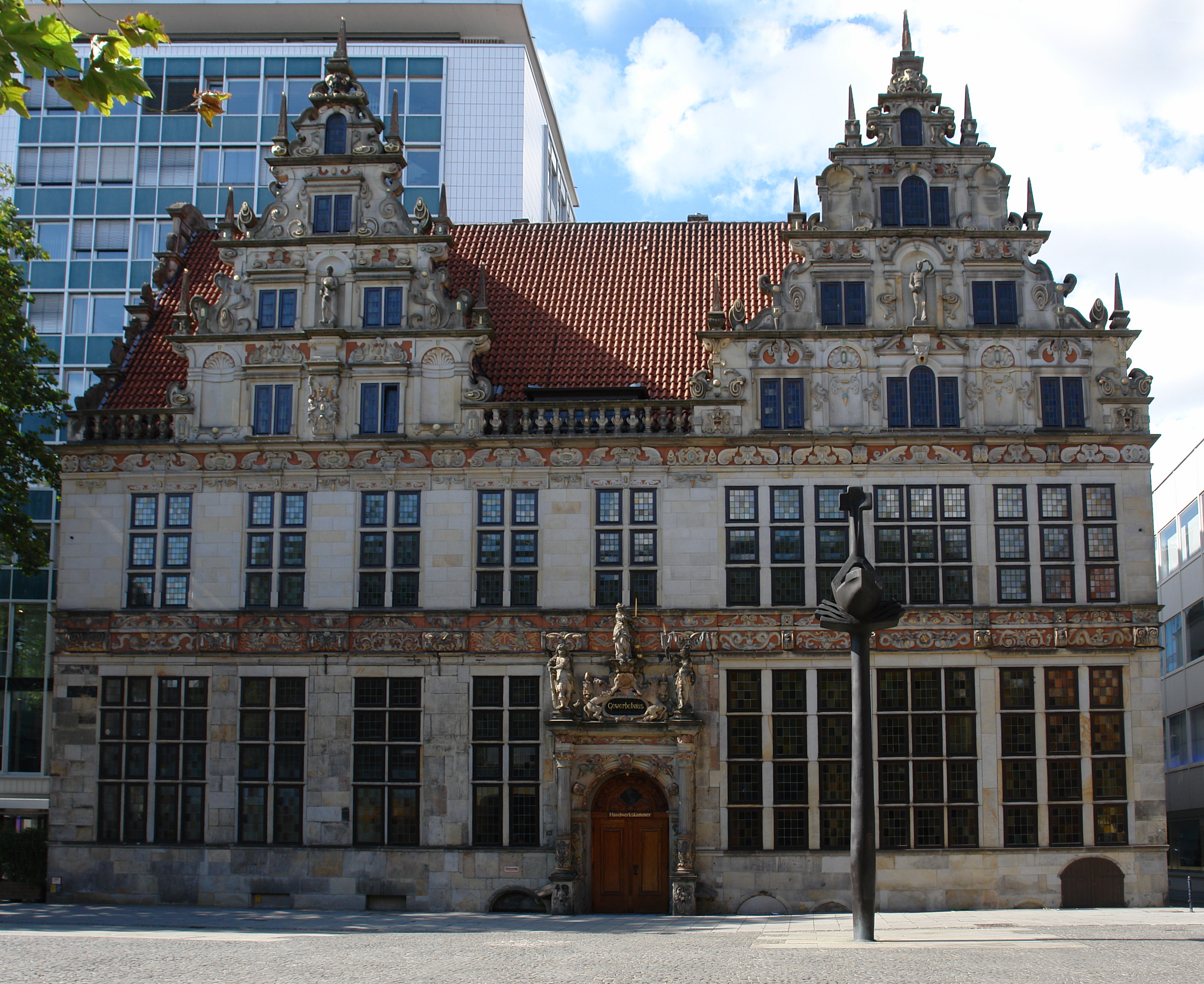
Gewerbehaus und Ansgarsäule

- An der Westseite des Platzes befindet sich das unter Denkmalschutz stehende Gewerbehaus, Sitz der Handwerkskammer Bremen. Im Gewölbekeller befindet sich seit 1957 das Restaurant Alte Gilde.
- Daneben wurde um 1960 das so genannte Finke-Hochhaus errichtet mit einem Einzelhandelsgeschäft in den unteren Etagen und Büros in den oberen Stockwerken. Hier hatte u. a. das Hochbauamt Bremen seinen Sitz.
- Das Parkhaus Am Brill der Brepark befindet sich nordwestlich des Platzes.
- An der Nordseite wurde in den 1980er Jahren die Ansgari-Passage mit Wohnungen und Büros errichtet. Dieses Gebäude wurde 1994 umgestaltet und in Lloydhof umbenannt.[1]
- An der Ostseite steht das in den 1990er Jahren errichtete Laden- und Geschäftshaus Bremer Carrée.
- Die Südseite wird begrenzt durch die Obernstraße und die Hutfilterstraße mit ihren Laden- und Geschäftshäusern.

Denkmale
- Die bronzene Ansgar-Säule erinnert an die hier im Krieg zerstörte mittelalterliche Ansgarii-Kirche und wurde 1965 zu Ehren des 1100. Todestags des Apostels des Nordens und ersten Erzbischofs von Bremen St. Ansgar aufgestellt.
- Auf dem angrenzenden Hanseatenhof steht das Friedrich-Wilhelm-Bessel-Denkmal (Besselei).